# Буске, Жоэ
Жоэ́ Буске́ (фр. Joë Bousquet, 19 марта 1897, Нарбонна — 28 сентября 1950, Каркассон) — французский поэт, прозаик, литературный и художественный критик.

## Биография
Раненый в конце Первой мировой войны немецкой пулей в позвоночник, остался в возрасте двадцати одного года парализованным на всю жизнь. Облегчал приступы боли опиумом. Был близок к сюрреалистам, общался и переписывался с Андре Жидом, Валери, Жаном Поланом, Пьером Жаном Жувом, Бретоном, Элюаром, Арагоном, Максом Эрнстом, Магриттом, Симоной Вейль и др. Вокруг него сложилось сообщество летописцев сюрреализма и, вместе с тем, историков религиозного раскола и ересей в Европе — движения катаров и т. п. (Рене Нелли, Франсуа Алькье). Портреты Буске оставили Жан Дюбюффе и Рене Ише.
Именем писателя названа улица в Каркассоне. В его доме открыт мемориальный музей.

## Избранные сочинения
- Le Mal d’enfance (1939, иллюстрации Рене Ише)
- Traduit du silence (1941)
- Le Meneur de lune (1946)
- La Connaissance du soir (1946)
- Lumière infranchissable pourriture (1964)
- Le Pays des armes rouillées, mémoires (1969)
- L’homme dont je mourrai (1974)

## Наследие и признание
Творчество Буске привлекло интерес Мориса Бланшо, Жиля Делёза, Алена Роб-Грийе и др.

## Публикации на русском языке
- Три эссе о живописи Архивная копия от 23 июня 2006 на Wayback Machine. Перевод Б. Дубина // TextOnly, 2006, вып. 16